# Pierre Hérigone
Pierre Hérigone, cunoscut și sub numele latinizat de Petrus Herigonius, (n. 1580, Iparralde, Aquitaine, Franța – d. 1 martie 1643, Paris, Regatul Franței) a fost un matematician și astronom francez de origine bască.

## Opera matematică
A introdus și folosit sistematic multe simboluri matematice.

## Mnemotehnica
Hérigone a fost un reputat adept al mnemotehncii, creând un sistem  bazat pe conversia consoanelor în numere. Sistemul său a fost perfecționat în 1648 de Johann-Just Winckelmann, apoi de  Richard Grey în anul 1730,  Gregor von Feinaigle (cca 1813) și Aimé Paris (între 1820 și 1830).